# 瓦尔丹巴克
瓦尔丹巴克（法語：Waldhambach，发音：[valdambak] 或 [valtambax]）是法国下莱茵省的一个市镇，属于萨韦尔讷区和英维莱尔县（Ingwiller）。该市镇总面积12.59平方公里，2009年时的人口为658人。

## 人口
瓦尔丹巴克人口变化图示